# Illigera grandiflora
Illigera grandiflora là một loài thực vật có hoa trong họ Hernandiaceae. Loài này được W.W. Sm. & Jeffrey miêu tả khoa học đầu tiên năm 1914.